# Веденяпин, Павел Михайлович
Па́вел Миха́йлович Веденя́пин (род. 3 февраля 1958, Оха) — советский и российский журналист, телеведущий.

## Биография
Родился 3 февраля 1958 года в городе Оха Сахалинской области, прожил там 3 месяца, после чего переехал с родителями в Москву. В 1980 году окончил Институт стран Азии и Африки при МГУ по специальностям «историк-востоковед» и «референт-переводчик с японского языка». Владеет японским и английским языками.

### Профессиональная деятельность
С 1980 по 1985 год работал в ТАСС. С 1985 по 1989 год — корреспондент, редактор международного отдела, член редколлегии газеты «Комсомольская правда». В 1989—1992 годы — собственный корреспондент газеты в Канаде. С 1993 года работал в «Новой газете», с апреля 1994 года — член редакционной коллегии и заместитель главного редактора этой газеты.
С 1994 по 2001 год и с 2017 года работает на телевидении. С сентября 1994 года был руководителем и ведущим телепередачи «Пресс-клуб» (производитель — телекомпания АТВ). Занимал должность заместителя директора «Новой студии» РГТРК «Останкино». Финалист ТЭФИ-1995.
В 1997 году совместно с актрисой Натальей Андрейченко вёл авторское ток-шоу «Поехали!» на ОРТ (производитель — телекомпания «Класс!»).
С лета 1997 года работал в телекомпании «РТС». Автор фильмов «Последние дни Лаврентия Берии», «Хроника одного покушения» и др. С 1997 по 2001 год — ведущий некоторых серий телепередачи «Документальный детектив» (ОРТ): «Путь к Трианону», «Засада на таможне», «Убить директора», «Возвращение богоматери», «Отравленный десерт», «Чёрная метка Сильвестра», «Мёртвая петля на дороге» и др. Далее в течение длительного периода не работал на телевидении.
В 1998—2010 годы — руководитель Департамента по связям с общественностью ОАО АКБ «Национальный резервный банк» (НРБ), старший вице-президент НРБ.
С 2010 по 2014 год — директор Департамента информационной политики инвестиционной компании Внешэкономбанка «ВЭБ Капитал».
С 2014 года — вице-президент медиахолдинга «Красная звезда», генеральный директор печатных СМИ холдинга.
С 11 мая 2017 года — автор и ведущий программы «Код доступа» на телеканале «Звезда».
Дайв-мастер PADI, член Союза журналистов России. Лауреат премии Союза журналистов РФ «Золотое перо России».

## Личная жизнь
Жена — Яна Чернуха, в прошлом — ведущая программы «Доброе утро» и «Добрый день» (ОРТ).
Дети: Анастасия, Полина, Наталья, Павел.